# Kretzulescukerk

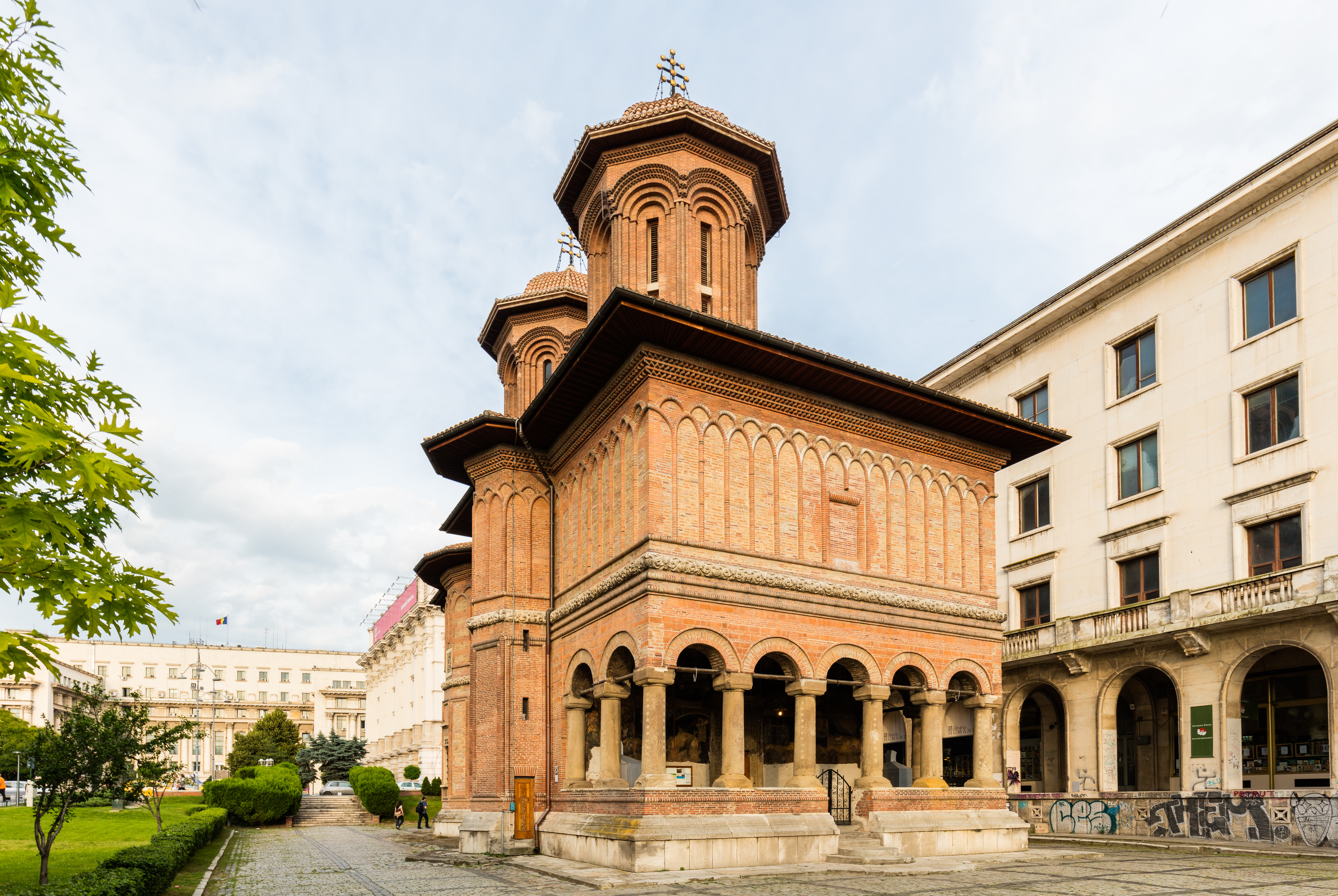
Kretzulescukerk

De Kretzulescukerk (Roemeens: Biserica Kretzulescu of Crețulescu) is een Oosters-orthodoxe kerk in het centrum van Boekarest, Roemenië. De kerk is gebouwd in de Brâncovenesc-stijl, een stijl die populair was gedurende de Roemeense renaissance. De kerk is gelegen aan de Calea Victoriei, op een hoek van het plein van de revolutie. De bouw van de kerk begon in 1720 in opdracht van Crețulescu. 
Tijdens de aardbeving van 1940 raakte de kerk ernstig beschadigd, waarna deze in 1942 werd hersteld. Hoewel de communisten de kerk in eerste instantie wilden slopen, nadat zij de macht gegrepen hadden, is dat dankzij inspanningen van verscheidene architecten niet gebeurd. Ook na de aardbeving van 1977 en de revolutie van 1989 werd de kerk gerestaureerd. 

## Galerij

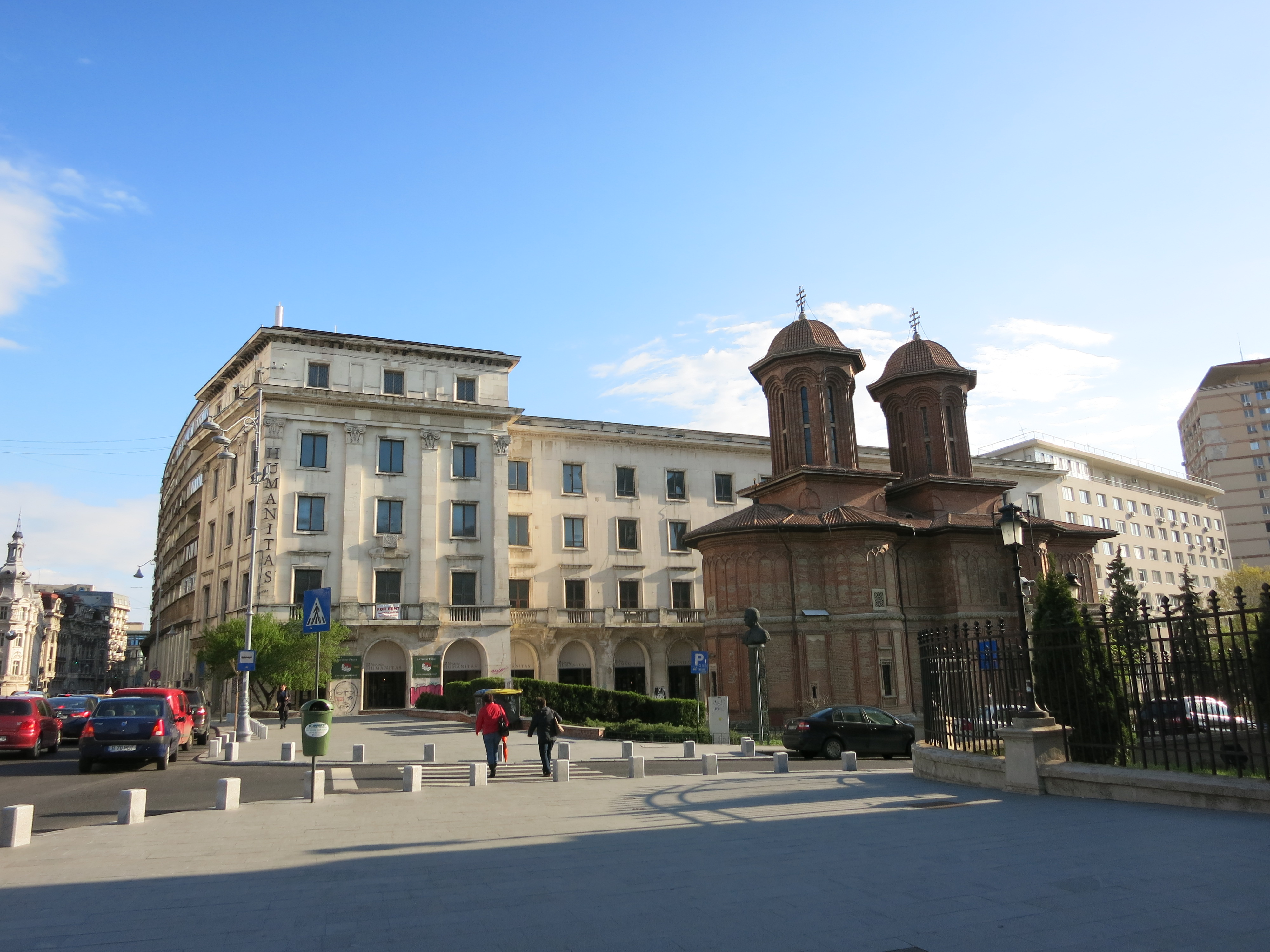
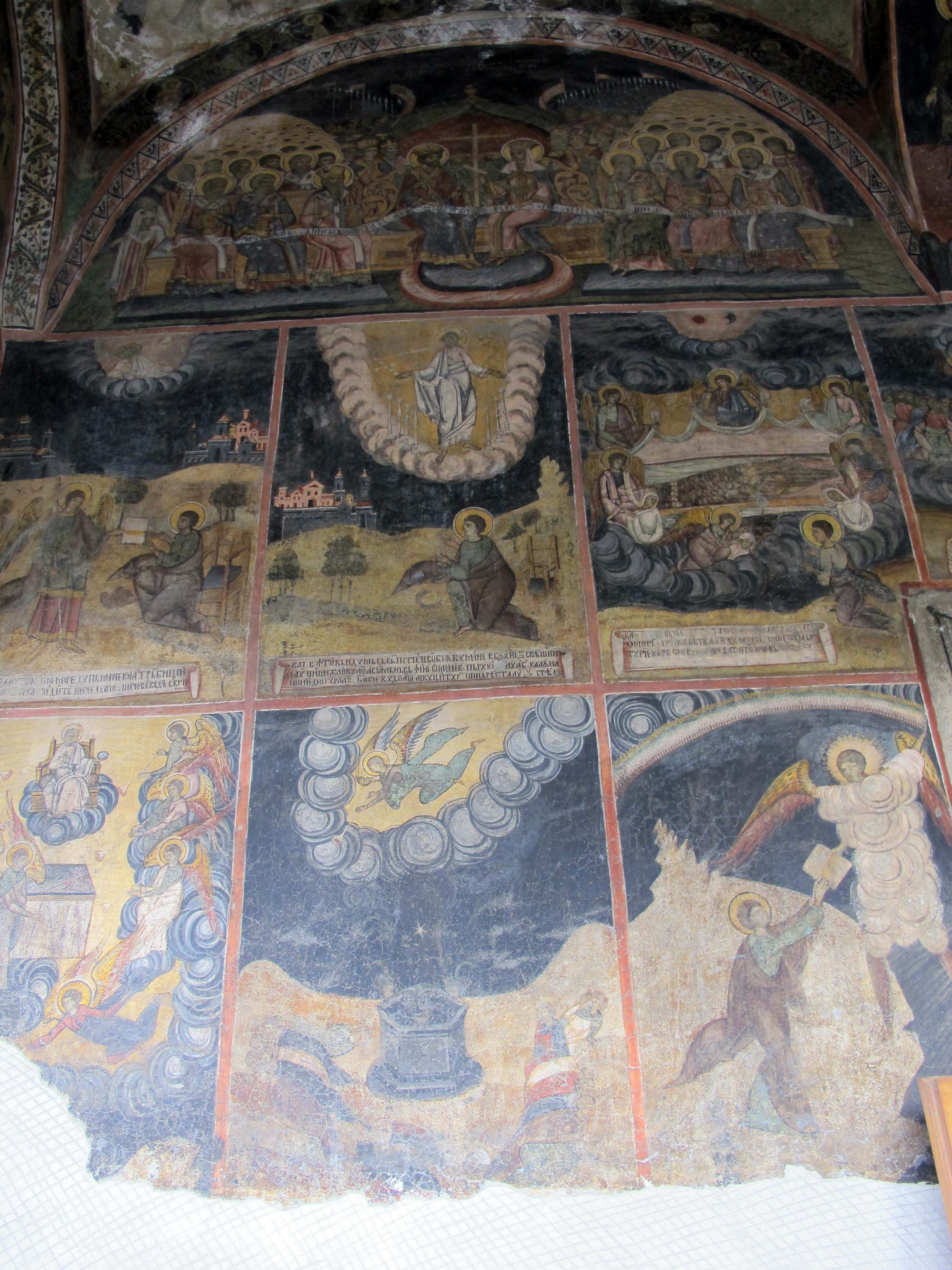
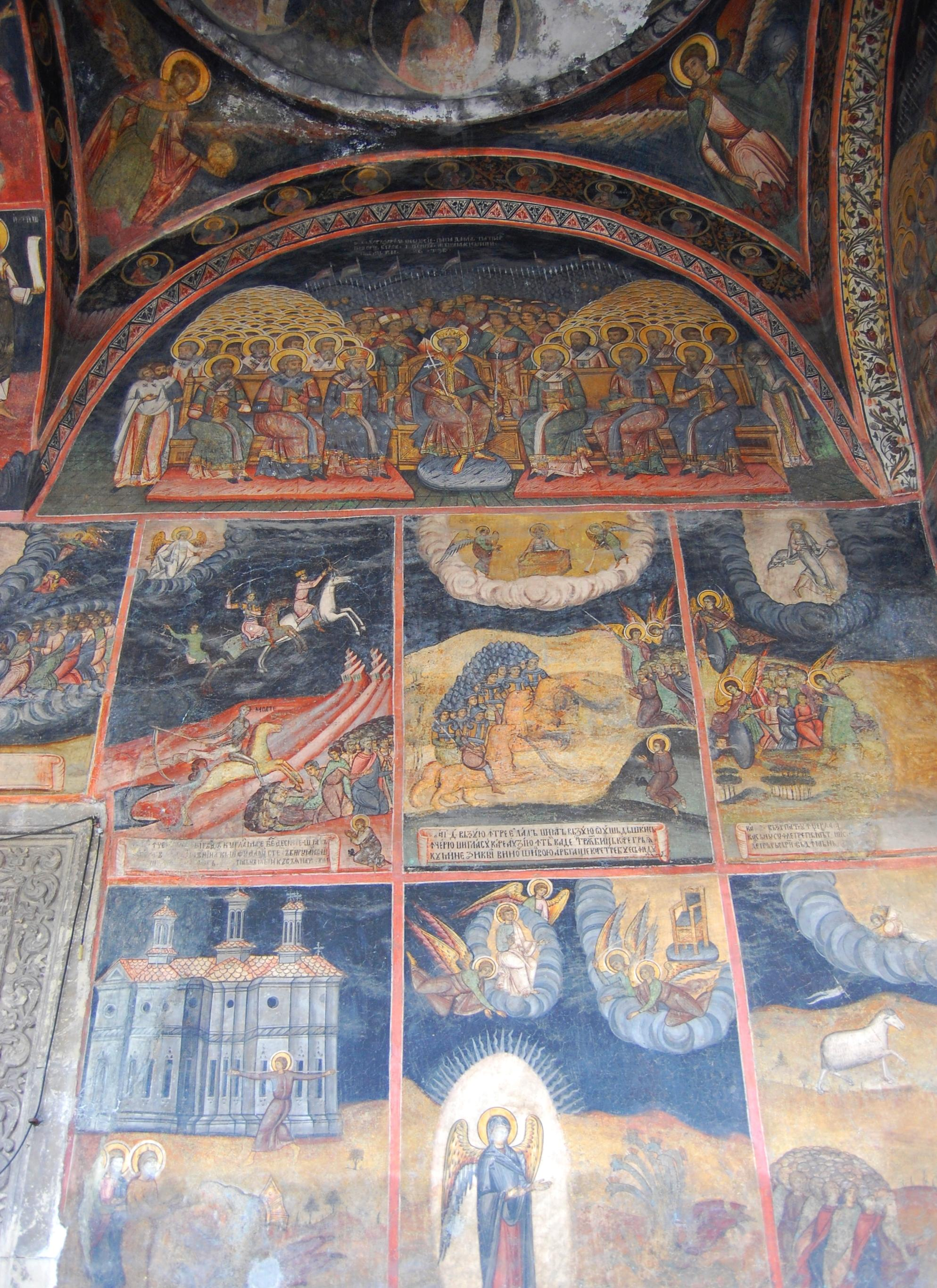
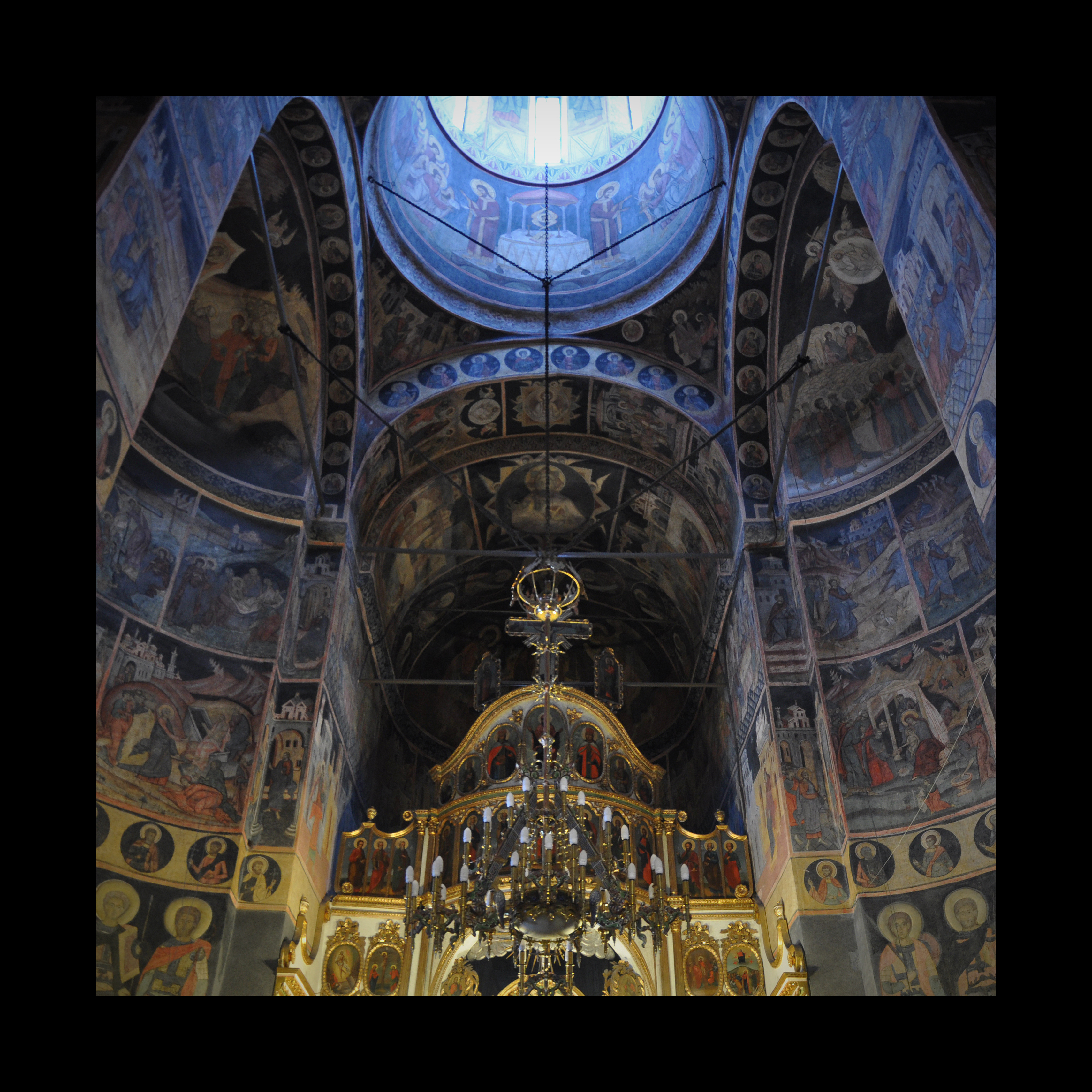